# Darius Brazys
Darius Brazys (* 2. Dezember 1968 in Šeduva) ist ein litauischer Politiker.

## Leben
2006 absolvierte er das Masterstudium der Verwaltung an der Kauno technologijos universitetas. 
1995 war er Direktor von Kinderheim Šeduva und 2003 Leiter der Unterabteilung für Sozialhilfe der Gemeinde Radviliškis. Von 2000 bis 2011 war er Mitglied im Gemeinderat.
Seit 2012 ist er  Bürgermeister der Rajongemeinde Radviliškis.
Ab 1992 war er Mitglied von Lietuvos krikščionių demokratų partija und ab 2008 der Tėvynės sąjunga - Lietuvos krikščionys demokratai.
Er ist verheiratet. Mit Frau Egita hat er die Töchtern Salomėja und Ona.

## Quelle
- 2011 m. Lietuvos savivaldybių tarybų rinkimai

| Personendaten    | Personendaten         |
| ---------------- | --------------------- |
| NAME             | Brazys, Darius        |
| KURZBESCHREIBUNG | litauischer Politiker |
| GEBURTSDATUM     | 2. Dezember 1968      |
| GEBURTSORT       | Šeduva                |